# سکوب ورودی

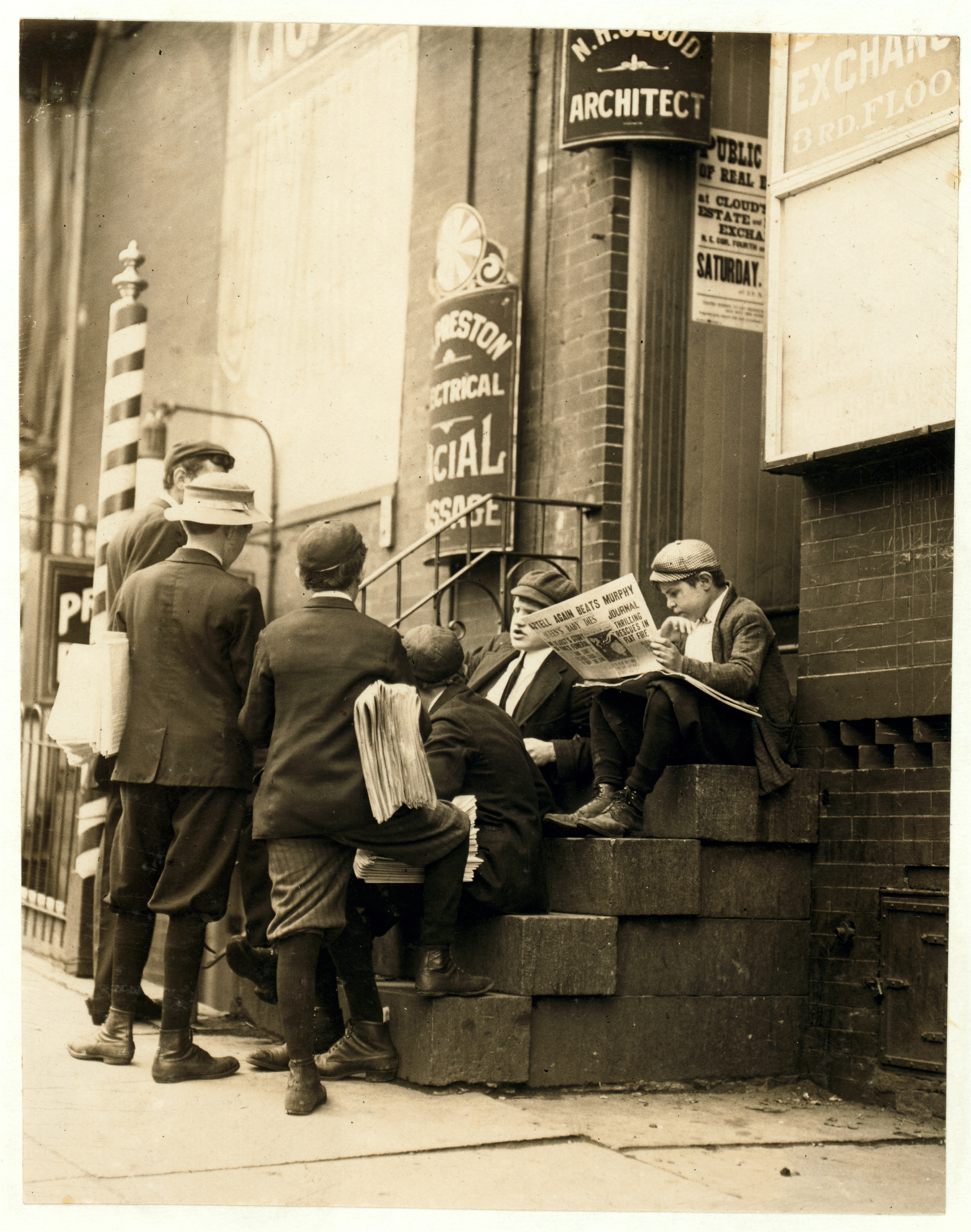

سکّوب ورودی (انگلیسی: Stoop) در معماری انگلیسی آمریکایی، عبارت است از یک «خَم یا صُفه یا تختان جلوی درگاه ورودی» و غالباً، عبارت از پلکان کوچکی است که به یک سکو ختم می‌شود که می‌تواند به ورودی یک آپارتمان یا سازه دیگری منتهی گردد.

## نگارخانه

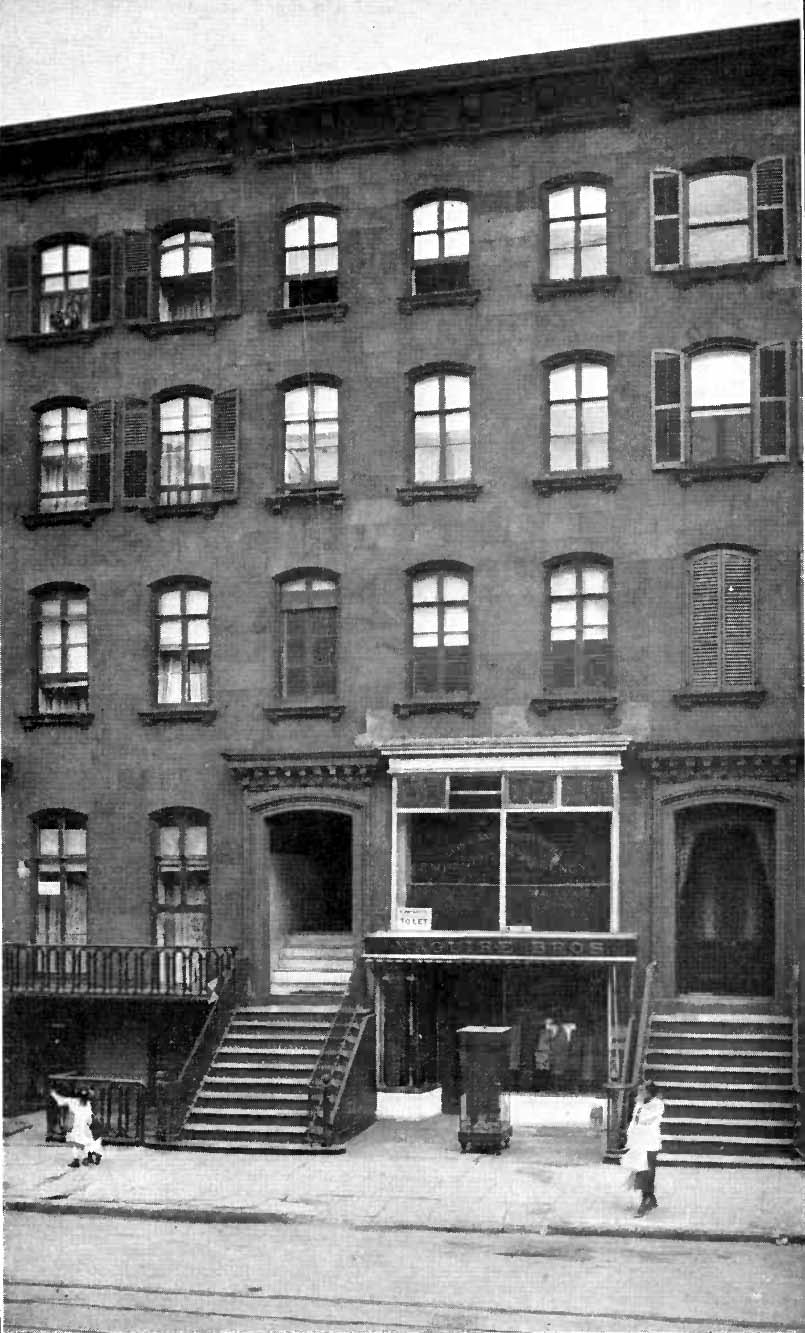